# Evolution (пісня Korn)
Evolution — пісня ню-метал гурту Korn і перший сингл з їх восьмого студійного альбому Untitled. Це один з чотирьох треків, барабанні партії до якого записав Брукс Вакерман з Bad Religion.
Відео на пісню зняв Дейв Меєрс, який вже раніше працював над відео Korn («Did My Time» і «Twisted Transistor»). На відео присутній тимчасовий концертний барабанщик Korn Натан Джордісон (Slipknot, Murderdolls) і порушено тему людської деградації.
Вперше відео показали канадським фанатам на каналі Much MOD, 23 липня 2007 року. Відео зображувало схожість людини та шимпанзе, і показувало групу, яка виступає в темно-червоному оточенні, яке згодом виявляється мозком шимпанзе.

## Список пісень
UK CD single
1. "Evolution" – 3:39
2. "Evolution (Дейв Од Remix)" – 3:41

Цифрове завантаження
1. "Evolution (Explicit/Clean)" – 3:38

UK 7" vinyl
1. "Evolution" – 3:37
2. "I Will Protect You" – 5:29

US promo maxi-single
1. "Evolution (Harry Choo Choo's Evolution Remix)" – 8:53
2. "Evolution (Dave Aude Remix)" – 7:42
3. "Evolution (Dave Aude Club Dub)" – 7:25
4. "Evolution (Dave Aude Radio)" – 3:42
5. "Evolution (David Garcia + Margan Page Remix)" – 6:39
6. "Evolution (David Garcia + Margan Page Dub)" – 6:36

EU CD radio promo
1. "Evolution (Reverse Clean)"  – 3:37
2. "Evolution (Super Clean)"  – 3:38
3. "Evolution" – 3:39

UK promo CD
1. "Evolution" (Radio Edit)

### Чарти
| Чарт (2007)                              | Найвища позиція |
| ---------------------------------------- | --------------- |
| Канада Rock (Billboard)                  | 47              |
| Czech Republic Rock (IFPI)               | 12              |
| Finland (Suomen virallinen lista)        | 12              |
| Latvian Airplay (LAIPA)                  | 29              |
| Шотландія (Official Charts Company)      | 28              |
| UK Singles (The Official Charts Company) | 114             |
| US Dance/Club Play Songs (Billboard)     | 18              |
| US Alternative Songs (Billboard)         | 20              |
| US Bubbling Under Hot 100 (Billboard)    | 7               |